# Giulia Frasi
Giulia Frasi (avant 1730-1772) est une cantatrice italienne (registre de soprano) qui a été active principalement à Londres. Elle a été l’élève de l'historien et pédagogue Charles Burney, qui décrit sa voix comme « douce et claire, avec un style de chant égal et mélodieux, qui, bien que froid et assez neutre plaisait à l'oreille, et échappait à la censure de la critique ».
Dans son pays natal Frasi a étudié le chant auprès de Giuseppe Ferdinando Brivio. Après avoir travaillé quelques années en Italie au début des années 1740, elle a déménagé à Londres, à la fin de 1742, avec son amie la chanteuse Caterina Galli. Elle a commencé sa carrière en Angleterre peu de temps après son arrivée, principalement dans des rôles secondaires d'opéras au King's Theatre. Elle a parfois paru dans des rôles travestis, notamment comme le géant Briarée lors de la création de La caduta de' giganti de Christoph Willibald Gluck le 7 janvier 1746.
Giulia Frasi et Caterina Galli se formèrent auprès de Georg Friedrich Haendel, et le compositeur a écrit plusieurs oratorios en tenant compte des caractères de leurs voix respectives. Frasi a chanté pour Haendel dans Susanna (1749, rôle-titre), Theodora (1750, rôle-titre), et Jephtha (1752, rôle d'Iphis).